# Авиакатастрофа под Голдсборо
Авиакатастрофа под Голдсборо произошла 24 января 1961 года, когда стратегический бомбардировщик ВВС США B-52G с двумя ядерными бомбами Mark 39 на борту разрушился в воздухе над Северной Каролиной.
Полёт выполнялся в рамках операции «Коверолл»[уточнить], самолёт нёс две термоядерные бомбы Mark 39. Около полуночи 23 января бомбардировщик прибыл в точку встречи с воздушным танкером для дозаправки в воздухе, но при сближении оператор заправщика сообщил экипажу B-52, что наблюдает утечку топлива из правого крыла. Дозаправка была отменена, и самолёту приказано уйти в зону ожидания у побережья океана, чтобы выработать излишки топлива перед аварийной посадкой. После входа в зону пилот доложил, что течь усилилась и самолёт потерял 17 000 кг (37 000 фунтов) топлива в течение трёх минут. Наземный контроль приказал немедленно приступить к заходу на посадку на авиабазу Сеймур-Джонсон, но разрушение конструкций самолёта продолжилось, и на высоте 10 000 футов (около 3300 м) пилоты потеряли управление. Экипаж начал покидать борт на высоте 9000 футов (2700 м), четыре члена экипажа успешно катапультировались, третий запасной пилот, не имевший катапультируемого кресла, сумел благополучно покинуть самолёт через верхний люк, один из членов экипажа катапультировался, но погиб при приземлении, ещё двое не смогли покинуть борт и погибли при крушении самолёта.
Обломки бомбардировщика были рассеяны в полях недалеко от города Голдсборо на площади в две квадратные мили (5,2 км²). 
Термоядерные бомбы отделились от разрушающегося самолёта на высотах между 10 000 и 2000 футов (3000 и 610 м), у одной из бомб раскрылся парашют и она приземлилась практически неповреждённой (из рассекреченных в 1990-х годах документов стало известно, что помимо срабатывания парашютной системы отключились также три из четырёх предохранительных устройств, приводя бомбу в боевую готовность). Вторая бомба упала в болото и разрушилась, обломки ушли в грунт на значительную глубину. При поисковых работах найден ряд деталей, включая тритиевый резервуар и плутониевый заряд первой ступени, но раскопки пришлось прекратить из-за затопления места работ грунтовыми водами. Урановый сердечник и другие детали второй термоядерной ступени остались на дне болота. Инженерные войска США впоследствии выкупили участок радиусом 400 футов вокруг их предполагаемого местонахождения.
В 1969 году подготовлен секретный документ относительно данного происшествия. В нём сотрудник Сандийской национальной ядерной лаборатории Паркер Ф. Джонс, возглавлявший отдел обеспечения эксплуатационной безопасности ядерного оружия, утверждал, что Америка находилась на грани «катастрофы чудовищных масштабов». Мощность каждой из двух бомб в 260 раз больше, чем у бомбы, сброшенной на Хиросиму. Если бы боевое устройство сдетонировало, под угрозой оказались бы миллионы жителей США. В зоне поражения могли оказаться ряд крупных городов Восточного побережья, такие как Вашингтон, Балтимор и Филадельфия. Лишь благодаря последнему из четырёх предохранительных механизмов бомбы — низковольтному переключателю — катастрофы удалось избежать.